# Verkündigungssendung
Eine Verkündigungssendung ist eine Fernseh- oder Radiosendung im öffentlich-rechtlichen oder privaten Rundfunk, für deren Inhalt Weltanschauungsgemeinschaften, in Deutschland insbesondere Organe von EKD und Bischofskonferenz, verantwortlich sind.

## Grundlage für Verkündigungssendungen im öffentlich-rechtlichen Rundfunk in Deutschland
Durch die Landesrundfunkgesetze und den Rundfunkstaatsvertrag sind die öffentlich-rechtlichen Rundfunkanstalten verpflichtet, den Kirchen Sendeplätze für Verkündigungssendungen einzuräumen, nicht jedoch, diese Beiträge zu produzieren bzw. die Produktionskosten zu tragen. Trotzdem werden Verkündigungssendungen von den Anstalten produziert und finanziert.

## Verkündigungssendungen in Deutschland

### Das Erste
- Das Wort zum Sonntag[6]
- Echtes Leben / Gott und die Welt[7][8]

### Bayerischer Rundfunk (BR)
- Auf ein Wort (in Bayern 1 und Bayern 3)[9]
- Katholische Welt (in Bayern 2)[10]
- Fernsehgottesdienst[11]

### Norddeutscher Rundfunk (NDR)
- Himmel und Erde – NDR 1 Niedersachsen[12]
- Gesegneter Abend – NDR 1 Welle Nord
- Kirchenleute heute – NDR 90,3
- Morgenandacht – NDR 1 Radio MV
- Moment mal – NDR 2
- Die Morgenandacht und Sonntagsgottesdienst – NDR Kultur / - NDR Info
- Die N-JOY Radio-Kirche – N-Joy
- Noch eine Frage – Das Kirchenlexikon – NDR 1 Niedersachsen
- Christenmenschen – NDR 1 Radio MV
- offen gesagt – NDR Fernsehen
- Glaubenssachen – NDR Kultur[13]
- Kreuz - Herz - Anker – Kolumne auf ndr.de[14]

### Radio Bremen
- Auf ein Wort[15] – Bremen Eins
- Morgenandacht[16] – Bremen Zwei

### Südwestrundfunk (SWR)
- 3vor8 – SWR 1[17]
- Begegnungen – SWR 1
- Anstöße Baden-Württemberg – SWR 1
- Anstöße Rheinland-Pfalz – SWR 1
- Wort zum Tag – SWR 2
- Zum Feiertag – SWR 2
- Lied zum Sonntag – SWR 2
- Wort zum Sonntag – SWR 2
- Worte – SWR 3
- Gedanken – SWR 3
- Baden-Württemberg: Morgengedanken – SWR 4
- Rheinland-Pfalz: Morgengruß – SWR 4
- Sonntagsgedanken – SWR 4
- Baden-Württemberg: Abendgedanken – SWR 4
- Rheinland-Pfalz: Abendgedanken – SWR 4

### Westdeutscher Rundfunk (WDR)
- Morgenandacht – WDR 1 (ab 1995: 1 Live)
- Kirche in WDR 2 – WDR 2[18]
- Kirche in WDR 3 – WDR 3
- Kirche in WDR 4 – WDR 4
- Kirche in WDR 5 – WDR 5
- Kirche in 1 Live – 1 Live
- Sonntagskirche in WDR 4 – WDR 4
- Hör mal – Kirche in WDR 2 – WDR 2[19]
- Das Geistliche Wort – WDR 5
- Gottesdienst – WDR 5
- Gedanken zum Schabbat - WDR 5 (auch im RBB)

### Hessischer Rundfunk (hr)
- Zuspruch am Morgen - hr1[20]

### Mitteldeutscher Rundfunk (MDR)
- Verkündigungssendungen auf mdr.de

### Rundfunk Berlin-Brandenburg (RBB)
- Gott und die Welt[21]
- Unser Leben[22]
- Schalom[23] /Gedanken zum Schabbat (auch auf WDR 5)[24]

### Saarländischer Rundfunk (SR)
- Aus christlicher Sicht (SR-Fernsehen)/Das Wort zum Alltag (SR 2)[25][26]

### Zweites Deutsches Fernsehen (ZDF)
- 37 Grad[27]
  - Die Sendung verantworten abwechselnd die drei ZDF-Redaktionen Kirche und Leben, katholisch, Kirche und Leben, evangelisch sowie Geschichte und Gesellschaft.
- Lesch sieht Schwartz
- ZDF-Fernsehgottesdienst[28]

### Deutschlandfunk
- Morgenandacht/Gedanken zur Woche
- Kirche am Sonntag
- Gottesdienst[29]

### Deutschlandfunk Kultur
- Feiertag[30]

### Deutsche Welle
- Glaubenssachen[31]
- Deutschland evangelisch-katholisch auf dw.de (Internetseiten)[32]

### RTL Television
- RTL Bibelclips[33]
- zweimal jährlich eine Dokumentation

### Sat.1
- So gesehen[34]
- So gesehen - Talk
- Ehrensache im Frühstücksfernsehen

### Privatfunk/Nachrichtenportale
- Augenblick mal[35] und
- Himmel und Erde[36] – Das Magazin der Kirchen in den NRW-Lokalradios
- Hit from Heaven[37] – beim Evangelischen Kirchenfunk Niedersachsen/Bremen
- K wie Kirche[38] – beim Bürgerfunk von Radio Vest
- Impulse von Stadtpfarrer Buß – bei Osthessen News[39]
- Domradio.de – Multimediaportal im Erzbistum Köln

(Beispiele)
Hinzu kommen Bibel TV und Radio Horeb.